# アデラ・ノリエガ
アデラ・ノリエガ（Adela Noriega, 本名: Adela Amalia Noriega Méndez, 1969年10月24日 - ）は、メキシコの女優。